# Gaja (lied)
Gaja is een Poolstalig lied, gezongen door Justyna Steczkowska. Met het nummer vertegenwoordigde zij Polen op het Eurovisiesongfestival 2025 in Basel. Steczkowska plaatste zich voor de finale en werd daarin veertiende.

## Achtergrond
In januari 2025 werd Steczkowska aangekondigd als deelnemer aan de show Wielki Finał Polskich Kwalifikacji. Het lied Gaja werd reeds in november 2024 uitgebracht in een versie van 2 minuten en 27 seconden. Voor de nationale voorronde werd het nummer verlengd tot 3 minuten en 1 seconde.
De show, die diende als Poolse voorselectie voor het Eurovisiesongfestival, werd uitgezonden op 14 februari 2025. Op het podium werd Steczkowska bijgestaan door Tomasz Kukurba. Ze won de finale met 39% van de publieksstemmen.

## Inhoud
Het nummer opent met de Engelse uitroep They call me Gaja, die in het pre-chorus wordt herhaald. In de uitgebreide Eurovisieversie wordt dit gedeelte in het Engels gezongen, terwijl het in de originele versie volledig in het Pools is.
Gaja verwijst naar Gaia, de godin uit de Griekse mythologie die de personificatie van de Aarde vormt. Steczkowska uit in het lied kritiek op het gebrek aan co-existentie tussen mens en natuur en roept op tot meer bewustzijn en respect, zowel voor de natuur als voor zichzelf.

## Release
De originele versie van het lied werd uitgebracht op 28 november 2024 via muziekstreamingdiensten. De verlengde versie voor de voorronde en het Eurovisiesongfestival volgde op 21 januari 2025.

## Hitlijsten
| Land         | Hoogste positie | Aantal weken |
| ------------ | --------------- | ------------ |
| Polen (ZPAV) | 65              | 1            |

## Op het Eurovisiesongfestival
Met Gaja nam Polen deel aan het Eurovisiesongfestival 2025. Het land trad aan in de eerste helft van de eerste halve finale op 13 mei 2025. Steczkowska werd hierin zevende en plaatste zich zo voor de finale. Daarin werd ze veertiende.
Met een onderbreking van 30 jaar is Steczkowska de artiest met de langste tijd tussen twee optredens op het festival.